# Jenny Joseph
Jennifer Ruth Joseph, detta Jenny (South Hill, 7 maggio 1932 – 15 aprile 2018), è stata una poetessa, scrittrice e giornalista britannica.

## Biografia
Jennifer Ruth Joseph nacque il 7 maggio 1932 a South Hill, nell'area di Edgbaston, Birmingham da Florence (nata Cotton) e Louis Joseph, un antiquario, una famiglia di ebrei non osservanti. La carriera di suo padre portò la famiglia a trasferirsi nel Buckinghamshire, da dove la famiglia venne poi evacuata nella contea di Devon all'inizio della seconda guerra mondiale. In seguito la scrittrice attribuì questa esperienza al suo fascino per la luce mutevole.
Frequentò la scuola di Badminton a Bristol. Successivamente vinse una borsa di studio per studiare letteratura inglese al St Hilda's College di Oxford (1950).

### Vita privata
Nel 1961 Joseph sposò Charles Coles. La coppia, che ebbe tre figli (Martin, Nell e Bec), gestiva il Greyhound, un pub a ovest di Londra, mentre Joseph continuava a scrivere. Alla fine divorziarono e Joseph si ritirò nel Gloucestershire. La sua dedica di The Thinking Heart (1978) fu "Ai miei figli, impeditóri della letteratura, salvavita".

## Carriera
Le sue poesie furono pubblicate per la prima volta quando era ancora all'università, nei primi anni '50. Divenne giornalista e lavorò per il Bedfordshire Times, l'Oxford Mail e Drum Publications di Johannesburg, Sudafrica.
Il suo primo libro di poesie, The Unlooked-for Season, vinse un Gregory Award nel 1960 e un Cholmondeley Award per la sua seconda raccolta, Rose in the Afternoon, nel 1974.

## "Warning"
La poesia più nota di Joseph, "Warning", fu scritta nel 1961 quando aveva 28 anni. Pubblicata per la prima volta su The Listener nel 1962, Warning venne successivamente inclusa nella sua raccolta del 1974 Rose In the Afternoon, in The Oxford Book of Twentieth Century English Verse e nelle sue Selected Poems (1992).
La poesia divenne conosciuta in America dopo che Liz Carpenter (la prima donna assistente esecutiva del vicepresidente Lyndon Baines Johnson e addetta stampa dell'ex First lady Bird Johnson), scrisse un articolo per il Reader's Digest all'inizio degli anni '80, sul vivere la vita dopo essere guarita dalla malattia, chiudendo l'articolo con Warning. La poesia fu adottata dall'industria dei biglietti di auguri, guidata dalla grafica e calligrafa Elizabeth Lucas. Joseph attribuì la popolarità della poesia "al suo [di Lucas] acume per gli affari e alla sua energia devo un seguito ospitale in California e poi in tutto il Nord America, più sociale, come ho detto, che letterario".
In un sondaggio del 1996 della BBC, Warning è stata identificata come la "poesia più popolare del dopoguerra" del Regno Unito.
Grazie alla sua popolarità, un'edizione regalo illustrata di Warning, pubblicata per la prima volta da Souvenir Press Ltd nel 1997, fu ristampata 41 volte. Warning venne inclusa nell'antologia Tools of the Trade: Poems for new doctor (Scottish Poetry Library, 2014) e una copia venne consegnata a tutti i laureati in medicina in Scozia nel 2014.
La stessa Joseph odiava il colore viola, motivo per cui lo incluse nella poesia.
Nel 2021 le Bodleian Libraries di Oxford annunciò che la milionesima immagine delle loro collezioni digitalizzate dal progetto "Digital Bodleian" era la prima bozza di Warning di Joseph.

## Opere
- Unlook-for Season (1960 - vincitore di un Gregory Award)[9]
- Rose in the Afternoon (1974 - vincitore di un Cholmondeley Award)
- The Thinking Heart (1978)
- Beyond Descartes (1983)
- Persephone (1986 - narrativa in versi e prosa)
- Beached Boats (1992 - prosa)
- The Inland Sea (1992)
- Selected Poems (1992) - che include (Warning)
- Ghosts and Other Company (1996)
- Extended Similes (1997 - narrativa in prosa)
- Warning (1997, edizione regalo illustrata)
- All the Things I See (2000)
- Led by the Nose (2002)
- Extreme of Things (2006)
- Nothing Like Love (2009)

## Premi e riconoscimenti
- 1960 Gregory Award per Unlook-for Season
- 1974 Premio Cholmondeley per Rose in the Afternoon
- 1986 James Tait Black Memorial Prize per la sua narrativa Persephone
- 1995 Borsa di studio della Società degli Autori.
- 1999 Borsa di studio della Royal Society of Literature nel 1999.

## Cultura di massa
Le battute di apertura "Quando sarò una vecchia indosserò il viola, con un cappello rosso che non va e non mi sta bene" costituì l'ispirazione per la Red Hat Society, un'organizzazione sociale internazionale per donne dai 50 anni in su, fondata nel 1998 negli Stati Uniti (ma con sedi locali in circa altri 30 paesi nel mondo).
A marzo 2022 l'Oxford Dictionary of National Biography ha pubblicato una voce su Jenny Joseph.